# Yax Pasaj Chan Yopaat
Yax Pasaj Chan Yopaat, còn được gọi là Yax Pasaj Chan Yoaat, Yax Pac và Yax Pasah là một nhà vua vương quốc Maya của Xukpi từ năm 763 đến năm 810 hoặc muộn hơn. Đây là địa điểm của thành phố Copán, nằm ở phía tây Honduras. Ông là vua, người mà đã tạo ra Bàn thờ Q.
Ông là vị vua thứ 16 và cuối cùng trong dòng dõi, có tên tạm dịch là  "Con trai của Chân Trời". Ông là con trai của Vỏ Đạn Khói và một phụ nữ quý tộc ở Palenque, và sau khi được lên ngôi vào năm 763, ông đã mở đầu một chương trình cải thiện nghệ thuật và kiến trúc của thành phố, bao gồm việc cải tạo các công trình kiến trúc được xây dựng bởi những người tiền nhiệm của ông và rất khuyến khích công việc của nhà khoa học và người ghi chép. Hơn nữa, ông đã chịu trách nhiệm về rất nhiều cải tiến nông nghiệp dẫn đến vấn đề gia tăng dân số. Vị vua này được uỷ quyền cho Bàn thờ Q. Trong một bức phù điêu, ông được miêu tả đang nhận vương trượng hoàng gia từ người sáng lập vương triều Kʼinich Yax Kʼukʼ Moʼ (?—437). Vào thời điểm ông mất vào năm 810, hầu như tất cả các cấu trúc vẫn còn nhìn thấy trên Acropolis (Tikal, Guatemala) của thành phố ngày nay vẫn còn nguyên vẹn. Sau khi ông mất, Copan rơi vào một thời kỳ suy tàn do được cơ quan cai trị không hiệu quả. Điều này dẫn đến việc những người dân Copan phải di cư đến các thành phố lớn khác.